# 1993 DA
1993 DA är en Jordnära asteroid. Den upptäcktes 17 februari 1993 av Spacewatch vid Kitt Peak-observatoriet.
Den tillhör asteroidgruppen Aten.